# Rhynchospora arenicola
Rhynchospora arenicola är en halvgräsart som beskrevs av Hendrik Uittien. Rhynchospora arenicola ingår i släktet småag, och familjen halvgräs. Inga underarter finns listade i Catalogue of Life.